# Maurice Vandendriessche
Pour les articles homonymes, voir Vandendriessche (homonymie).
Maurice Vandendriessche, né le 2 avril 1887 à Lille et mort 18 novembre 1959 à Melbourne, Australie, est un footballeur français actif dans les années 1900.

## Carrière
Maurice Vandendriessche joue en club pour le Racing Club de Roubaix de 1906 à 1908. En 1906, il remporte le Championnat de France de football USFSA 1906 en battant en finale le Cercle athlétique de Paris le 29 avril à Tourcoing sur le score de 4-1. Deux ans plus tard, il obtient un deuxième titre de champion de France de football USFSA en 1908 contre le Racing Club de France.
Il est aussi appelé en équipe de France de football à deux reprises en 1908. Lors de sa première sélection, il bat la Suisse 2-1 à Genève. Deux semaines plus tard il fait partie de l'équipe qui s'incline 12-0 contre l'équipe d'Angleterre amateure. Il opte cette année-là pour la nationalité belge et n'est ainsi plus appelé en équipe de France.

## Palmarès
- Championnat de France de football USFSA (1)
  - Vainqueur en 1906 et 1908